# Металлоферменты
Металлоферменты, или металлоэнзимы — общее собирательное название класса ферментов, для функционирования которых необходимо присутствие катионов тех или иных металлов. В подобном ферменте могут присутствовать несколько различных ионов металла. Катион металла при этом обеспечивает правильную пространственную конфигурацию активного центра металлофермента.
Примерами металлоферментов являются селен-зависимая монодейодиназа, конвертирующая тироксин в трийодтиронин, или железо-зависимые тканевые дыхательные ферменты.
Помимо принадлежности к классу ферментов, металлоферменты принадлежат также к обширному классу металлопротеидов — белков (не обязательно ферментов), в состав которых входят катионы металлов.
Таблица некоторых металлоферментов:
| Ион           | Примеры ферментов, содержащих этот ион                              |
| ------------- | ------------------------------------------------------------------- |
| Магний        | Глюкозо-6-фосфатаза Гексокиназа ДНК-полимераза                      |
| Ванадий       | Гемованадины                                                        |
| Марганец      | Аргиназа                                                            |
| Железо        | Каталаза Гидрогеназа IRE-BP Аконитаза                               |
| Никель        | Уреаза Гидрогеназа                                                  |
| Медь          | Цитохром с-оксидаза Лакказы                                         |
| Цинк          | Алкогольдегидрогеназа Карбоксипептидазы Аминопептидазы Бета-амилоид |
| Молибден      | Нитратредуктаза                                                     |
| Селен         | Глутатионпероксидазы Монодейодиназа                                 |
| Смешанный тип | Металлотионеин Фосфатаза                                            |